# Botola Maroc Telecom 2018/19
Het Botola Maroc Telecom-seizoen 2018/19 is het 103e seizoen van de hoogste Marokkaanse voetbalcompetitie. Hierin wordt gestreden om het landskampioenschap voetbal. Aan de competitie nemen zestien clubs deel. De regerend landskampioen is IR Tanger. Mouloudia Oujda werd in het seizoen 2016/17 kampioen van de Eerste divisie en promoveert na twee seizoenen weer naar de Botola Maroc Telecom. Daarnaast promoveert ook Youssoufia Berrechid naar de hoogste Marokkaanse voetbalcompetitie. Chabab Atlas Khénifra en Racing Casablanca degradeerden beiden rechtstreeks naar de Eerste divisie.

## Teams 2018/19
De volgende teams nemen deel aan de Botola Maroc Telecom tijdens het seizoen 2018/2019.
| Club                     | Klassement 2017-2018 | Trainer                 | Stadion                      | Capaciteit | Laatste promotie |
| ------------------------ | -------------------- | ----------------------- | ---------------------------- | ---------- | ---------------- |
| Ittihad Tanger           | 1                    | Badou Zaki              | Stade Ibn Batouta            | 45.000     | 2015             |
| Wydad Casablanca         | 2                    | Houcine Ammouta         | Stade Mohamed V              | 67.000     | 1956             |
| Hassania Agadir          | 3                    | Miguel Angel Gamondi    | Stade Adrar                  | 45.480     | 1996             |
| FUS de Rabat             | 4                    | Walid Regragui          | Stade de FUS                 | 7.000      | 2009             |
| Difaa El Jadida          | 5                    | Abderrahim Taleb        | Stade El Abdi                | 25.000     | 2005             |
| Raja Casablanca          | 6                    | Juan Carlos Garrido     | Stade Mohamed V              | 67.000     | 1956             |
| Olympique Safi           | 7                    | Mohamed Amine Benhachem | Stade El Massira             | 15.000     | 2004             |
| FAR Rabat                | 8                    | Aziz El Amri            | Stade Moulay AbdAllah        | 68.000     | 1959             |
| RSB Berkane              | 9                    | Rachid Taoussi          | Stade Municipal de Berkane   | 10.000     | 2012             |
| Rapide Oued Zem          | 10                   | Mohamed Bekkari         | Stade Municipal de Oued-Zem  | 4.000      | 2017             |
| Moghreb Athletic Tétouan | 11                   | Abdelhak Benchikha      | Stade Saniat Rmel            | 10.000     | 2005             |
| Olympique Khouribga      | 12                   | Azzedine Aït Djoudi     | Stade du Phosphate           | 10.000     | 1995             |
| Chabab Rif Al Hoceima    | 13                   | Youssef Fertout         | Stade Mimoun Al Arsi         | 12.500     | 2010             |
| Kawkab Marrakech         | 14                   | Youssef Mariana         | Stade de Marrakech           | 45.240     | 2013             |
| Mouloudia Oujda          | Botola 2             | Samir Yaich             | Honneur Stadium              | 35.000     | 2016             |
| Youssoufia Berrechid     | Botola 2             | Youssef Rossi           | Stade Municipal de Berrechid | 5.000      | 2017             |

### Kampioen
| Botola Maroc Telecom 2018/19 |
| Marokko                      |
| ---------------------------- |
| nvt Kampioen (..° titel)     |

1956/57 · 1957/58 · 1958/59 · 1959/60 · 1960/61 · 1961/62 · 1962/63 · 1963/64 · 1964/65 · 1965/66 · 1966/67 · 1967/68 · 1968/69 · 1969/70 · 1970/71 · 1971/72 · 1972/73 · 1973/74 · 1974/75 · 1975/76 · 1976/77 · 1977/78 · 1978/79 · 1979/80 · 1980/81 · 1981/82 · 1982/83 · 1983/84 · 1984/85 · 1985/86 · 1986/87 · 1987/88 · 1988/89 · 1989/90 · 1990/91 · 1991/92 · 1992/93 · 1993/94 · 1994/95 · 1995/96 · 1996/97 · 1997/98 · 1998/99 · 1999/00 · 2000/01 · 2001/02 · 2002/03 · 2003/04 · 2004/05 · 2005/06 · 2006/07 · 2007/08 · 2008/09 · 2009/10 · 2010/11 · 2011/12 · 2012/13 · 2013/14 · 2014/15 · 2015/16 · 2016/17 · 2017/18 · 2018/19 · 2019/20 · 2020/21 · 2021/22 · 2022/23 · 2023/24